# Amphiura dolia
Amphiura dolia är en ormstjärneart som beskrevs av Clark 1938. Amphiura dolia ingår i släktet Amphiura och familjen trådormstjärnor. Inga underarter finns listade i Catalogue of Life.